# Смирнов, Алексей Максимович
Алексей Максимович Смирнов (30 марта 1890, с. Солчино (ныне Луховицкого района Московской области) — 5 января 1942, Ленинград) — украинский и русский советский режиссёр театра и кино.

## Биография
Обучался на архитектурном отделении Академии художеств, одновременно учился театральному искусству в студии под руководством В. Мейерхольда (1914—1917).
Затем в 1919 — в Киевской консерватории по классу вокала у профессора Гондольфи.
Дебютировал в кинообществе «Нептун». Работал в кинофирмах П. Тимана и Ф. Рейнгардта «Русская золотая серия» (с 1917), в 1919 — в ателье «Художественный экран» (Киев).
В 1918 вместе с женой Александрой Васильевной Смирновой (творческий псевдоним — Искандер) организовал и до 1922 года руководил театральной студией. В 1923—1927 гг. преподавал вместе с женой в Музыкально-драматическом институте им. Н. В. Лысенко (ныне — Киевский национальный университет театра, кино и телевидения имени И. К. Карпенко-Карого). В 1918—1931 и 1934—1938 вместе с супругой выступал на сценах киевских театров имени Шевченко (ныне Национальная опера Украины) и имени Ивана Франко (ныне Национальный академический драматический театр имени Ивана Франко), в Краснозаводском театре Харькова, Одесском театре им. Октябрьской революции, музыкально-драматическом театре в Донбассе и др.
Некоторое время работал на Одесской кинофабрике ВУФУКУ. В 1928 вместе с женой А. Искандер на Одесской кинофабрике по сценарию В. Маяковского к десятилетию Октябрьской революции поставил фильм «Октябрюхов и Декабрюхов».
В 1931—1934 — режиссёр украинского театра «Жовтень» (рус. Октябрь) в Ленинграде. С 1939 — в русских театрах Ленинграда.
Умер в блокадном Ленинграде в начале 1942 года.

## Избранные спектакли
- «Мещанин во дворянстве» Мольера
- «Укрощения строптивой» У. Шекспира
- «Бурьян» А. Головко
- «Неизвестные солдаты» Л. Первомайского и др.